# Idaea hardenbergi
Idaea hardenbergi är en fjärilsart som beskrevs av Antonius Johannes Theodorus Janse 1935. Idaea hardenbergi ingår i släktet Idaea och familjen mätare. Inga underarter finns listade i Catalogue of Life.